# Eric Taelman
Eric Taelman is een Vlaams regisseur en lector voor vzw Vlaams Audiovisueel Fonds sinds 2014. Taelman was regisseur van de VRT-sitcom F.C. De Kampioenen en van populaire VRT-reeksen als Windkracht 10, Witse en Recht op recht. 
Verder is Taelman gekend als bedenker van het Radio 2-programma De Pre Historie, gepresenteerd door Guy De Pré. Voor F.C. De Kampioenen volgde hij destijds bedenker Willy Vanduren op als regisseur. Taelman werkte mee aan enkele Vlaamse producties en publiceerde "Storytelling for online virtual 3D worlds" in het kader van het IBBT - Teleon project.

## Carrière
Hij werkte als regisseur mee aan volgende producties:
- De Pre Historie (1992-1995) - concept en regie
- F.C. De Kampioenen (1992-1995)
- Windkracht 10 (1995-1997)
- Hoe win ik het Eurovisiesongfestival? (1998)
- Recht op recht (1997-2002)
- Witse (2002-2007)
- Teleon – IBBT: storytelling in online virtual 3D worlds (2007 - 2008)
- Hill 60 (2008-2012) - game concept, design and script
- The Spiral - The Artists (2009 - 2012) concept and creative producer
- De Ridder (2012 - 2016) creative producer/showrunner

In 2008 kwam er een aflevering van Witse op het scherm waar Taelman, naast regisseur, ook een van de scenaristen was.